# Saint-Lary, Gers
Saint-Lary este o comună în departamentul Gers din sudul Franței. În 2009 avea o populație de 253 de locuitori.

## Evoluția populației
| An        | 1975 | 1982 | 1990 | 1999 | 2006 | 2009 |
| --------- | ---- | ---- | ---- | ---- | ---- | ---- |
| Populație | 134  | 141  | 174  | 194  | 227  | 253  |